# Стара радничка колонија
Стара радничка колонија је насеље у Крагујевцу подигнуто је на такозваном Становљанском пољу током 1928. године. Представља непокретно културно добро као просторна културно-историјска целина, одлуком Владе Републике Србије бр. 633-9867/2013, од 22. новембра 2013. године.

## Историјат
Насеље Стара радничка колонија подигнуто је од репарације, која је примљена од Немачке, као ратна одштета, за материјална разарања Србије у време Првог светског рата 1914.1918 године. Непосредне послове водили су Управа Артиљеријског техничког завода, Поглаварство града, односно локална самоуправа , Министарство војске и морнарице и Општински суд у Крагујевцу. Изграђена су 384 стана - зидане зграде и дрвене куће бараке.
У зиданим зградама становали су официри и виши службеници Војно-техничког завода, а у баракама радници Војно-техничког завода и учитељи који су радили у новоизграђеној основној школи у оквиру насеља. Изградња насеља се повезује са убрзаним приливом становништва , убрзаном расту и развоју града који се одвијао паралелно са развојем Војно технчичког завода и потребом решавања проблема становања радничких породица.
Ову просторну културно-историјску целину чине: Зграда „Соколана”, Дом управника Колоније, Дом школског настојника, Ватрогасни дом, Стамбена барака, Павиљон за променадну музику и Киоск. Споменик Краљу Александру Првом Карађорђевићу постављен је у савремено доба на месту где се до 1938. године  налазила његова биста.